# Bataille de Pliska
Guerres byzantino-bulgares
Batailles
- Ongal (680)
- Anchialos (708)
- Marcellae (756)
- Lithosoria (774)
- Marcellae (792)
- Serdica (809)
- Pliska (811)
- Versinikia (813)
- Mesembria
- Guerre de 894 - 896
  - Bulgarophygon
- Guerre de 913 - 927
  - Anchialos (917)
  - Pegae (921)
- Guerre de 970 - 1018
  - Portes de Trajan (986)
  - Thessalonique (995)
  - Passe de Kleidion (1014)
  - Bitola (1015)
- Ostrovo (1040)
- Klokotnica (1230)
- Andrinople (1254)
- Devina (1279)
- Skafida (1304)
- Rusokastro (1332)

La bataille de Pliska ou de Vărbitza est une victoire du khan bulgare Kroum sur l'empereur byzantin Nicéphore Ier le 26 juillet 811.
Cet affrontement constitue le point culminant d'une montée des tensions entre les Byzantins et les Bulgares depuis quelques années. Les premiers, d'abord sous Irène l'Athénienne puis sous Nicéphore Ier ont progressivement renforcé leur présence dans la péninsule balkanique avec pour ambition de soumettre les Bulgares installés au sud du Danube. Dans le même temps, Krum, le dirigeant bulgare a consolidé l'État bulgare et profité de l'effondrement des Avars pour les incorporer dans son royaume. 
À partir de 807, l'éloignement de la menace du califat abbasside permet à Nicéphore de concentrer ses efforts en Occident. Après deux campagnes militaires dont une en réaction à une attaque bulgare, il décide, en 811, de mener une expédition de grande envergure qui doit soumettre définitivement les Bulgares. Pour cela, il réunit une armée d'ampleur, bien plus importante que les troupes dont dispose Krum. Ce dernier, prudent, laisse les Byzantins s'enfoncer en territoire bulgare et piller la capitale Pliska, avant de les attirer dans une vallée dont il s'assure le contrôle. Piégés, les Byzantins sont pris d'assaut par surprise le matin du 26 juillet. Les Bulgares concentrent leur attaque sur le camp de l'empereur qui meurt dans les combats, ainsi que plusieurs hauts dignitaires byzantins, tandis que le reste de l'armée périt ou s'enfuit difficilement.
L'impact de la défaite est considérable. Elle laisse l'Empire byzantin fragilisé, privé de son empereur tandis que son successeur, Staurakios est gravement blessé et doit bientôt céder le pouvoir à Michel Ier Rhangabé. Pour les Bulgares, c'est la confirmation de leur contrôle d'une partie de la péninsule balkanique. Krum ne tarde pas à poursuivre son offensive vers le sud et la cité d'Andrinople. Deux ans plus tard, il parvient de nouveau à vaincre les Byzantins lors de la bataille de Versinikia qui lui ouvre un temps la route de Constantinople, seulement bloqué par les murailles de la ville, avant de mourir brutalement en 814. Finalement, la paix est signée en 816.

## Origine du conflit

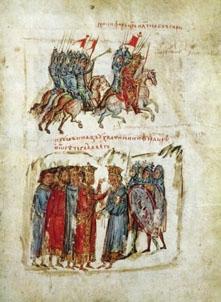
L'empereur Nicéphore entre en Bulgarie ; sa capture par Kroum : illustration de la chronique de Jean Skylitzès.

### Une montée des tensions byzantino-bulgares
Au début du IXe siècle, la péninsule balkanique est partagée en deux. L'intérieur des terres est dominé par les Slaves établis en sklavinies et les Bulgares qui ont fondé un embryon d'Empire alors dominé par Krum. Les littoraux, surtout en Grèce restent aux mains de l'Empire byzantin qui ont pour ambition de rétablir leur domination au sud du Danube. Sous Irène l'Athénienne puis sous son successeur Nicéphore Ier, les Byzantins parviennent peu à peu à stabiliser la frontière, à soumettre les Slaves dans certaines régions (notamment le Péloponnèse) et à structurer leurs possessions par la création de thèmes, des circonscriptions civiles et militaires dont le chef, le stratège, peut lever des armées constituées de paysans-soldats, assurant une défense efficace. Nicéphore Ier s'active aussi à repeupler les zones frontières de familles byzantines venues d'autres régions de l'Empire, y compris par la force. Il espère créer les conditions d'une reconquête effective et d'une soumission des Slaves et des Bulgares. Si, au début de son règne, la menace d'Haroun ar-Rachid l'oblige à masser ses troupes en Anatolie, dès 807, il commence à réunir une armée à Andrinople mais la menace d'un complot pouvant le renverser le contraint à revenir à Constantinople.
Du côté des Bulgares, c'est Krum qui s'impose à la tête de leur proto-empire. L'absence de sources bulgares complique l'appréhension de la situation mais il apparaît que Krum est parvenu à s'allier à la fois à des tribus slaves mais aussi aux Avars. Ces derniers ont fondé un Empire en Europe centrale qui est brisé par Charlemagne au début du VIIIe siècle. Les survivants se dispersent alors et certains rejoignent les Bulgares, renforçant leurs capacités militaires. En outre, Krum semble avoir joué un rôle important dans la consolidation des structures politiques et administratives de l'Empire bulgare qui sont alors embryonnaires[réf. incomplète].
À partir de 809, la mort d'Haroun ar-Rachid et les troubles internes qui s'ensuivent au sein du califat abbasside permettent aux Byzantins de se concentrer sur la reconquête des Balkans. Ils peuvent s'appuyer sur une ligne de fortifications, comprenant les villes de Serdica, Andrinople, Philippopolis et Develtos et, en 809, une campagne est en cours de préparation. Néanmoins, Krum prend les devants et attaque la garnison de Serdica qui est vaincue et massacrée. La ville est rasée. Nicéphore Ier contre-attaque, pénètre en territoire bulgare jusqu'à la capitale de Krum, Pliska, qui est prise et ravagée. Néanmoins, il ne peut pousser plus loin son avantage car son armée, constituée des régiments impériaux de l'armée centrale, se mutine. Elle proteste contre des retards dans le paiement des soldes et refuse de reconstruire Serdica, une tâche que les soldats estiment subalterne. Nicéphore est contraint de se replier.

### La campagne de 811
En 811, Nicéphore prépare une nouvelle campagne de grande envergure. Cette fois ci, il semble avoir l'ambition d'écraser et de soumettre les Bulgares pour rétablir la domination impériale sur une large partie des Balkans. Pour cela, il réunit à la fois les tagmata, c'est-à-dire les régiments impériaux qui sont la composante professionnelle ou permanente de l'armée byzantine, mais aussi des contingents thématiques, des forces locales recrutées en fonction des besoins parmi les thèmes, les circonscriptions administratives et militaires de l'Empire. Il est difficile de connaître les effectifs de cette armée mais il pourrait bien s'agir d'un des plus grands regroupements de forces depuis plusieurs décennies. Des auteurs comme Warren Treadgold estiment qu'elle comprend près de 70 000[réf. incomplète]. Paros Sophoulis est bien plus prudent et estime que l'armée byzantine comprend au mieux 20 000 hommes. Il considère que l'Empire n'a pas les moyens logistiques d'assurer le ravitaillement d'une force plus importante. Dennis P. Hupchick défend une position médiane. Selon lui, le chiffre de 60 000 ou 70 000 hommes est possible mais il incorpore un grand nombre de non-combattants ou de combattants irréguliers en quête de butin. Les forces réellement combattantes seraient alors autour de 25 000, peut-être 30 000[réf. incomplète]. Enfin, Nicéphore est accompagné des plus hauts dignitaires de l'Empire dont son fils et co-empereur, Staurakios, son beau-fils Michel Rhangabé, le magister Théoctiste, le préfet de Constantinople ou encore Aetios, l'ancien homme fort d'Irène l'Athénienne qui a précédé Nicéphore sur le trône. La présence d'autant de membres de l'aristocratie peut à la fois s'expliquer par sa volonté de les garder sous contrôle et prévenir tout complot mais peut-être veut-il aussi les impressionner par ce déploiement de force.
L'empereur quitte Constantinople en mai. Le 10 juillet, il établit son camp à Marcellæ (en) (Μαρκέλλαι, Маркеле) près de sa frontière avec la Bulgarie. Krum se trouve dans une situation précaire car l'Empire carolingien mène aussi des opérations dans l'ancien territoire des Avars au nord du Danube, ce qui représente une autre menace pour les Bulgares. Il tente de négocier la paix avec Nicéphore mais celui-ci, sûr de son fait, refuse. L'empereur byzantin divise ensuite son armée en plusieurs colonnes pour empêcher les Bulgares de connaître ses intentions précises et de se regrouper en un point précis qui aurait bloqué la progression byzantine. Il semble que le système défensif bulgare est alors composé d'une première ligne de retranchements gardés par des tribus slaves et bloquant les principales voies de passage. Si cette ligne est brisée, la capitale Pliska est défendue par des fortifications tandis que les Bulgares peuvent utiliser leur cavalerie pour harceler l'adversaire.
Deux forces armées byzantines pénètrent le territoire bulgare. La première, qui se subdivise probablement en de plus petites colonnes, passe directement par les montagnes tandis que la deuxième suit le littoral. Les Bulgares ne sont pas en mesure de s'opposer sur autant de fronts et les Byzantins progressent sans rencontrer de réelle résistance. La stratégie de Krum est difficile à connaître mais il pourrait avoir gardé ses troupes en retrait dans l'attente d'une occasion plus propice, tout en laissant croire à Nicéphore que la partie est gagnée. Selon Théophane le Confesseur, il laisse un corps de troupes pour comme arrière-garde, prétendument composé de 12 000 hommes d'élite. Ce chiffre est certainement exagéré mais, quoi qu'il en soit, il est écrasé par les Byzantins qui peuvent pénétrer à nouveau dans Pliska. Des renforts, exagérément estimés à 50 000 hommes selon Théophane sont envoyés mais eux aussi sont vaincus. Le 14 juillet, Nicéphore peut écrire à Constantinople pour informer la capitale de ses succès. Il met aussi la main sur le trésor de Krum et le répartit entre ses troupes et garde les biens les plus précieux pour abonder les caisses impériales. Après quelques jours, il incendie la capitale bulgare et décide de s'aventurer plus avant en territoire bulgare.
Michel le Syrien, le patriarche des jacobites syriens au XIIe siècle, décrit dans sa Chronique les atrocités de Nicéphore Ier : « Nicéphore, l'empereur des Romains marcha contre les Bulgares : il fut victorieux et en tua un grand nombre. Il parvint jusqu'à leur capitale, s'en empara et la dévasta. Sa sauvagerie alla à ce point qu'il fit apporter leurs petits enfants, les fit étendre à terre et fit passer dessus des rouleaux à battre le grain. »
Abattu par les malheurs de ses sujets, le khan Kroum réitère sa proposition de paix. Selon le chroniqueur Théophane le Confesseur, il aurait déclaré : « Et voilà, tu as vaincu. Prends tout ce que tu veux et va-t'en en paix. » Nicéphore Ier se moque du khan bulgare et ordonne la mise à feu et la destruction de son palais. Kroum déclare alors « Si tu ne veux pas la paix, tu vas tomber sous l'épée » et mobilise tous ses gens, y compris les femmes et les jeunes garçons, afin de bouter Nicéphore et son armée hors de Bulgarie.

## Bataille et mort de l'empereur Nicéphore

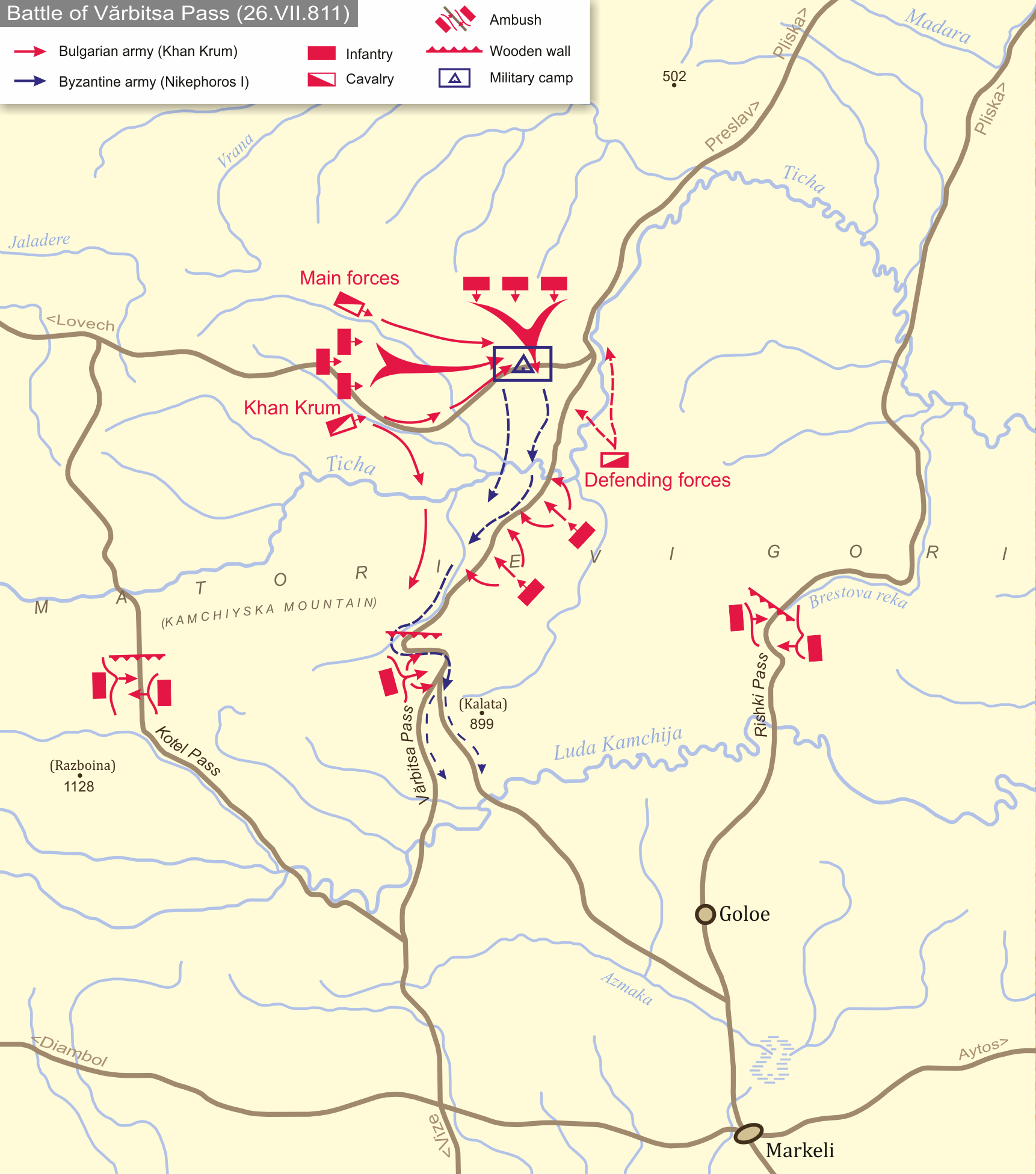
Schéma de la bataille.

En dépit de sa progression victorieuse, Nicéphore est loin d'avoir vaincu le gros de l'armée bulgare restée en retrait. La stratégie de Krum est simple. Il s'appuie sur sa connaissance du terrain pour attirer les Byzantins dans un piège où leur supériorité numérique ne leur serait d'aucun secours. De son côté, Nicéphore, peut-être persuadé d'avoir déjà accompli le plus dur, dévaste la campagne bulgare, pille les récoltes et les villages. Son armée finit par pénétrer une région de collines et de vallées où coulent de nombreux cours d'eau. Le 24 juillet, dans une de ces vallées, les officiers byzantins se rendent compte que les Bulgares ont hâtivement fortifié les points de passage à l'aide de fortins et de palissades en bois. Les Byzantins sont piégés et se divisent sur la stratégie à adopter. Certains officiers préconisent d'assaillir ces fortifications mais Nicéphore semble s'y opposer. Peut-être craint-il que sa supériorité numérique ne soit guère d'utilité dans une attaque dans une vallée étroite et bien défendue.
Les officiers tentent de mobiliser Staurakios pour qu'il convainque son père d'attaquer, sans succès. Des dissensions apparaissent dans le haut commandement même si la troupe, inconsciente du danger, garde sa discipline. Les Byzantins restent sur place deux jours durant, jusqu'à la nuit du 25 au 26, quand les Bulgares lancent des clameurs et entrechoquent leurs armes pour impressionner leurs ennemis. La panique semble s'installer dans le camp impérial et, avant les premières lueurs de l'aube, Krum lance ses hommes à l'attaque. Visiblement bien informé de la disposition des troupes byzantines, l'assaut est directement dirigé vers la partie du camp occupée par l'empereur. Or, les différents corps d'armées byzantins sont dispersés et relativement éloignés des uns des autres, ce qui les empêche de porter secours à Nicéphore. Malgré leur résistance, les Byzantins ne tardent pas à être submergés et fuient quand ils le peuvent. L'empereur, pris dans la mêlée, est tué. 
La retraite se transforme vite en déroute. Poursuivis par les Bulgares, les Byzantins se retrouvent dans un terrain marécageux difficilement franchissable, notamment par la cavalerie et beaucoup périssent noyés. Pour échapper à la noyade, certains tentent de trouver leur salut vers les hauteurs mais ils se heurtent cette fois aux palissades dressées par les Bulgares mais aussi au fossé creusé derrière. Si ces positions ne sont plus gardées par les Bulgares, elles sont toujours suffisantes pour ralentir la fuite des Byzantins. Là encore, les pertes sont nombreuses, certains chutent dans le fossé qui ne tarde pas à prendre feu alors que les palissades sont incendiées pour libérer le passage.

## Conséquences
Pour les Byzantins, les pertes sont terribles même si une part notable de l'armée est parvenue à s'enfuir. Surtout, une grande partie de l'état-major est décapitée avec, suprême humiliation, la mort de l'empereur sur le champ de bataille pour la première fois depuis Valens à la bataille d'Andrinople contre les Goths en 378. De nombreux autres dignitaires périssent dont des stratèges de thèmes tandis que Staurakios, le fils et héritier de Nicéphore est gravement blessé au cou et reste paralysé. 
Le choc moral est profond alors que cette campagne avait pour objectif la soumission des Bulgares. Elle se transforme en déroute. Affaibli, Staurakios ne peut guère empêcher l'émergence de conspirations au sein de la cour impériale pour s'emparer d'un pouvoir qui apparaît comme vacant. Le 2 octobre, Michel Ier Rhangabé, le beau-fils de Nicéphore qui a émergé comme le principal prétendant, est couronné. 
Du côté des Bulgares, c'est un triomphe pour Krum qui a repoussé les Byzantins et préservé l'indépendance des Bulgares malgré son infériorité numérique notable. Il est désormais en mesure de progresser et de s'attaquer aux positions byzantines les plus avancées. Deux ans plus tard, il confirme ses talents de stratège en écrasant à nouveau les Byzantins à la bataille de Versinikia avant de mourir brutalement un an plus tard devant les murs de Constantinople. Son successeur, Omourtag, finit par signer la paix avec Léon V l'Arménien, confirmant l'emprise bulgare sur les Balkans.